# Национална разузнавателна служба (Гърция)
Вижте пояснителната страница за други значения на Национална разузнавателна служба.
Национална разузнавателна служба на Република Гърция, известна като ЕИП (на гръцки: Εθνική Υπηρεσία Πληροφοριών, ΕΥΠ – Елинска служба за сведения).

## История
Първите опити да се създаде централизирана служба за разузнаване в Гърция датират от януари 1926 г. Националната разузнавателна служба (НРС) на Република Гърция е обособена със закон като отделно разузнавателно учреждение през 1953 г. под името Централна разузнавателна служба (Κεντρική Υπηρεσία Πληροφοριών – ΚΥΠ). Първоначално службата е подчинена на Президента, но по-късно неколкократно статуквото е променяно и службата е подчинявана на министър-председателя и на министър без портфейл. През 1986 г. със закон Ν. 1645/86 службата приема сегашното си име и е подчинена на министъра на обществения ред, който отговаря и за Националната полиция на Гърция.

## Задачи
Основната задача на НРС е да защитава сигурността на страната. Съгласно чл. 2 на Закон 1645/86 службата има следните задължения:
1. събира, обработва и снабдява държавното ръководство с информация, касаеща националната сигурност;
2. противодейства на чужди разузнавателни служби, работещи в страната;
3. координира действията на всички служби за сигурност в страната, при работата им по събиране на информация, ако това има връзка с нейните законови задължения;
4. изпълнява всички извънредни функции, възложени ѝ от Министър-председателя или от Съвета по национална сигурност;
5. по време на мобилизация или война развръща Национален Разузнавателен комитет;
6. установява връзки със службите за сигурност на страната по решение на Съвета по национална сигурност.

Взаимодействието по т.3 се осъществява заедно със следните държавни органи:
- Правителствен комитет по външната политика и отбраната (Κυβερνητικό Συμβούλιο Εξωτερικών και Άμυνας-ΚΥΣΕΑ). Изготвя указания със стратегическо значение по сигурността и обществения ред.
- Разузнавателен съвет (Συμβουλίου Πληροφοριών – ΣΠ). Изпълнява координационна роля в рамките на НРС. Председател е Директора на НРС, постоянни членове – Началника на Разузнавателно управление на ГЩ на НО, Началника на Управлението за държавна сигурност на Министерството за обществен ред, представител на Министерството на външните работи и 2-ма представители на Министерството за обществен ред, определени от министъра. По решение на Председателя на съвета може да бъдат поканени представители на други държавни институции, които нямат право на глас.

По разпореждане на Министър-председателя и указанията на Правителствен комитет по външната политика и отбраната координира действията на всички служби за сигурност в страната, при работата им по събиране на информация, ако това има връзка с нейните законови задължения.
Съветът заседава весеки два месеца, а при извънредна нужда се събира по решение на председателя.
- Смесена координационна комисия (Μικτή Συντονιστική Επιτροπή – ΜΣΕ). Изпълнява координационна роля в рамките на НРС. Председател е Първият зам. директор на НРС (началник на Сектор „Операции“), постоянни членове – представители на всички управления на службата, в зависимост от случая могат да бъдат поканени и представители на Министерствата на отбраната, външните работи, обществения ред и други държавни институции.

Занимава се с изготвяне на предложения и внасянето им в Разузнавателния съвет, обсъжда сътрудничеството между различните служби за сигурност на страната, контролира изпълнението на решенията на Разузнавателния съвет.
Комисията заседава всеки 2 мес., а при извънредна нужда се събира по решение на председателя.

## Организация
Националната разузнавателна служба на Република Гърция се състои от сектори, управления, отдели и териториални звена разположени в различни райони на страната и в чужбина. Служителите работещи в НРС се делят на политическо ръководство, научни работници, офицери от Въоръжените сили, Пристанищния корпус и Националната полиция.
Директор. Назначава се от министър-председателя, казто задължително е държавен служител 1-ви ранг или висш офицер от Въоръжените сили, Пристанищния корпус или Националната полиция. Задълженията на директора се определят от министър-председателя със секретно решение. Ръководи дейността на следните управления и отдели:
- - II Управление. Изпълнява задачи по обучение на личния състав; връзки с чужди разузнавателни институции и служби.
  - Секретариат. Подпомага директора при изпълнение на административно-ръководните му функции.
  - Юрисконсулт. Подпомага директора относно правното регулиране и спазване на законовия ред.
  - Отдел „Сигурност“. Изпълнява задачи по вътрешната сигурност на службата.
  - Отдел „Финанси“. Изпълнява финансови и ревизионни функции.

Заместник-директори. Назначават се от министър-председателя, казто задължително са държавни служители 2-ви ранг или висши офицери от Въоръжените сили, Пристанищния корпус или Националната полиция. Задълженията на зам. директорите се определят от министър-председателя със секретно решение.
1. I зам. директор. Началник и на Сектор „Операции“. Подпомага директора в областта на разузнавателните операция. Ръководи дейността на териториалните звена и следните управления:

- - I Управление. Изпълнява задачи по планиране и управление на разузнавателната дейност; добиване и разпределение на получената разузнавателна информация.
  - III Управление. Изпълнява задачи по планиране и управление на контраразузнавателната дейност; събира, обработва и разпределя информация за разпространение на наркотици, терористични групи, търговия с хора, оръжие, общо опасни вещества и пране на пари.
  - IV Управление. Изпълнява задачи по обработка (анализ, оценка, сравняване, каталогизиране) и разпределение на политико-икономическа и военна информация
  - V Управление. Изпълнява задачи по събиране, обработка и разпределяне на информация от и с помощта на радио-електронни средства; събира, обработва и разпределя информация за нови радио-електронни средства, материали и технологии; осигурява защита на свръзката на НРС в мирно време и на война; осигурява държавната администрация и Министерствата на отбраната, външните работи, обществения ред и търговското мореплаване с криптографски материали и техника.

1. II зам. директор. Началник и на Сектор Материално-техническо осигуряване. Подпомага директора в областта на административно-тиловото ръководство. Ръководи дейността на следните управления:

- - VI Управление. Осигурява техническа и административна поддръжка.
  - VII Управление. Осигурява кадрова и финансова поддръжка.
  - VII Управление. Осигурява тилова поддръжка.